# Semiothisa lapitaria
Semiothisa lapitaria là một loài bướm đêm trong họ Geometridae.